# Rhaphidorrhynchium incurvum
Rhaphidorrhynchium incurvum är en bladmossart som beskrevs av Fleischer 1923. Rhaphidorrhynchium incurvum ingår i släktet Rhaphidorrhynchium och familjen Sematophyllaceae. Inga underarter finns listade i Catalogue of Life.